# Euchromia elegantissima
Euchromia elegantissima là một loài bướm đêm thuộc phân họ Arctiinae, họ Erebidae.